# بي. جاي بيكر
بي. جاي بيكر (بالإنجليزية: B. Jay Becker)‏ هو لاعب الجسر ‏ أمريكي، ولد في 5 مايو 1904 في فيلادلفيا في الولايات المتحدة، وتوفي في 9 أكتوبر 1987 في فلاشينغ ‏ في الولايات المتحدة.

## وصلات خارجية
- بي. جاي بيكر على موقع ديسكوغز (الإنجليزية)